# 亨利·尹約基
尹約基（Henry WANYOIKE WAHU，1976年5月10日—），肯尼亚人，是一位知名的失明馬拉松跑手。
尹約基一直都是馬拉松選手。在1995年5月1日起床時，突然發現自己失去視覺，當時他只有19歲。但他沒有放棄跑步，依然繼續堅持練習。結果，今日他不單是世界田徑冠軍，亦是奧運金牌跑手。他在兒時玩伴兼導航拍檔基賓拿（Joseph Kibunja）的帶領下，2000年在悉尼舉辦的夏季傷殘奧運會奪得5000米金牌，但由於基賓拿體力不繼，結果當時他以不過3秒時間與世界紀錄擦身而過。及至2004年，他終於在雅典舉辦的夏季傷殘奧運會以破世界紀錄的成績奪得5000米及10,000米金牌。此外，他亦是2004年度渣打馬拉松大賽的半馬拉松冠軍得主。
他除了參與長跑比賽以外，亦於世界各地巡迴，為失明人士慈善組織籌款。

## 外部連結
- 渣打馬拉松2004報導
- （德文） http://www.leichtathletik.de/index.asp?pg=http://www.leichtathletik.de/dokumente/pressemitteilung_view.asp?ID=6965%5B%5D